# Hammam N'Bail
Hammam N'Bail è un comune dell'Algeria, situato nella provincia di Guelma.